# Lijst van voetbalinterlands Azerbeidzjan - Kroatië (vrouwen)
Deze lijst van voetbalinterlands is een overzicht van alle officiële voetbalinterlands tussen de nationale vrouwenteams van Azerbeidzjan en Kroatië. De landen hebben tot nu toe twee keer tegen elkaar gespeeld.

## Wedstrijden
| № | Plaats | Datum            | Competitie        | Wedstrijd              | Uitslag |
| - | ------ | ---------------- | ----------------- | ---------------------- | ------- |
| 1 | Bakoe  | 10 november 2022 | Vriendschappelijk | Azerbeidzjan − Kroatië | 0 − 0   |
| 2 | Bakoe  | 13 november 2022 | Vriendschappelijk | Azerbeidzjan − Kroatië | 1 − 2   |

## Samenvatting
| Competitie        | Totaal gespeeld | Winst Azerbeidzjan | Gelijk | Winst Kroatië | Doelsaldo Azerbeidzjan – Kroatië |
| ----------------- | --------------- | ------------------ | ------ | ------------- | -------------------------------- |
| Vriendschappelijk | 2               | 0                  | 1      | 1             | 1 − 2                            |
| Totaal            | 2               | 0                  | 1      | 1             | 1 − 2                            |